# Kirito
Shinya Murata (村田信也), mais conhecido como Kirito (キリト, estilizado como KIRITO) (Sapporo, 24 de fevereiro de 1972) é um cantor, músico e compositor japonês. Ficou conhecido por ser o vocalista e compositor da banda Pierrot de 1994 a 2006, que se tornou uma das mais influentes bandas da cena visual kei dos anos 1990. Mais tarde, formou uma carreira solo e a banda Angelo.
Ele também possui uma marca onde é designer de acessórios, chamada Unvirtuous, e um canal ativo no YouTube.

## Carreira

### 1990–2006: Início e Pierrot
Kirito, utilizando o nome Shinya até então, formou a banda Crash and Noise em 1990 e no ano seguinte a Dizy Lizy, junto com seu irmão mais novo Kohta. Em 1994, o grupo se mudou de Nagano para Saitama e alterou seu nome para Pierrot. No primeiro ano de carreira, ele era o guitarrista da banda. Após a saída de seu vocalista Hidelow, Kirito  se oficializou como vocalista, além de compor as canções e escrever as letras. Pierrot alcançou sucesso nacional no ano de sua estreia com a Toshiba EMI, 1998, tendo o disco de ouro Finale certificado pela RIAJ  e ao lado de Dir en grey foram considerados como "a gigante dupla da segunda geração do visual kei" na época.
Durante uma pausa do Pierrot em 2005, Kirito iniciou carreira solo lançando o single "Door" (tema de abertura do programa da NNS Himitsu no Hiramekin) em julho e o álbum HameIn no mês seguinte, com o apoio de Kohta, Mick Karn e Tetsu Mukaiyama. Um DVD também foi lançado. Na turnê de promoção ao álbum, com seis datas mais tarde naquele ano chamada Fef of Hameln, sua banda de apoio contou com Marty Friedman e Mick Karn. A recepção da turnê foi altamente positiva, com os ingressos do show em Tóquio esgotados em menos de uma hora.

### 2006–2021: Angelo
Em março de 2006, Kirito lançou o single "Tear", tema de abertura do programa de televisão Dotchi no Ryōri Shō. Ele foi apoiado pela Tokyo New City Orchestra em uma apresentação orquestral no Tokyo International Forum e um single em comemoração ao evento foi lançado, "Period". Ele providenciou vocais de apoio na faixa "Static Rain" de Marty Friedman, do álbum Loudspeaker e contribuiu na faixa "Suicide View" em um álbum de tributo a Kurt Cobain. No entanto, foi neste ano que Pierrot se separou oficialmente, após a saída de Aiji e Jun. Kirito e os outros dois membros da banda, Kohta e Takeo, formaram a banda Angelo no mesmo ano paralelamente a carreira solo do cantor. Angelo lançou seu primeiro álbum Reborn e fez sua primeira turnê em novembro de 2006, e o gênero musical do novo grupo continuou semelhante ao de Pierrot. Kirito lançou o single "Hakudō" em julho de 2007, que foi música tema do filme Kowai Warabeuta, e o álbum Negative no mês seguinte.
Em 2008, a carreira solo de Kirito entrou em pausa e Angelo se apresentou Nippon Budokan pela primeira vez. O single "Chaotic Bell", que alcançou a 8° posição na parada principale a primeira na parada de álbuns independentes da Oricon. Lançaram o álbum Design em 2010, que incluiu as canções temas de animes "El Dorado", de Sengoku Basara 2 e "Hikari no Kioku" de Tegami Bachi.
Angelo adicionou em 2011 Karyu do D'espairsRay e Giru de Vidoll a banda. Organizaram o evento The Intersection of Dogma em 2015, onde os grupos Rize, Lynch, Fake? e D'espairsRay participaram. Em 2017 participaram do álbum de tributo a D'erlanger, Stairway to Heaven.

### 2022–presente: Retorno a carreira solo
Em 1 de agosto de 2021, Angelo anunciou que entraria em hiato indefinido a partir de janeiro de 2022. Logo depois, em março, Kirito anunciou a volta de sua carreira solo com lançamento de três singles consecutivos: "Anti-Matter", "Into the Mirror" e "Raid", além de uma turnê nacional começando em 30 de abril. Na nova geração de sua carreira solo, ele trocou seu nome de Kirito (キリト) em katakana para KIRITO, romanizado em letras maiúsculas. Em 9 de novembro, lançou seu primeiro álbum solo em 15 anos: Neospiral. Logo mais embarcou em turnê em promoção ao álbum, com sua banda de suporte contando com Allen da banda Serenity in Murder, Umi da Vistlip, John e Chiyu. Uma apresentação acústica aconteceu em 1 de abril.  No início de maio de 2023 o músico embarcou na turnê Rebuilded Neospiral.
Em 15 de novembro de 2023 Kirito lançou o álbum Alpha em duas edições e apresentou a turnê Alpha-Code de novembro a janeiro. Em 13 de novembro de 2024 ele lançou o álbum Cross. Logo em seguida iniciou a turnê em promoção ao álbum, nomeada Cross Over the Time Axis. Em 21 de abril de 2025 ele se apresentou junto com o Sukekiyo.

## Estilo musical e temático
Explicando sobre seu estilo visual kei, que ainda não havia sido nomeado na época de formação do Pierrot, Kirito contou que "nós fazíamos nossas próprias roupas cortando e remendando roupas femininas, para parecermos desagradáveis, vestindo saias de propósito. O visual kei não era uma tendência, e sim buscava chocar as pessoas visualmente."
Angelo e sua carreira solo mantiveram-se semelhantes a musicalidade do Pierrot. 
No álbum HameIn, ele suavemente adicionou uma direção mais melódica e clássica.
Em sua carreira solo, além de cantar ele toca guitarra e violino.

## Legado
Yo-ka do Diaura afirma que Pierrot é sua maior influência, e Kirito é sua maior inspiração dentro da banda: "De Pierrot a Angelo, Kirito é consistente nas músicas e palavras que escreve." Koudai, baixista do Royz, também é um grande fã de Pierrot, Kirito e Angelo.
Kirito foi o primeiro a ser capa da revista Rock and Read e também de sua primeira versão Read, e é o músico que mais figurou em capas da revista.

## Vida pessoal
Kirito nasceu em 24 de fevereiro de 1972 em Sapporo e se mudou para Saitama com 10 anos. No ensino médio, se tornou um delinquente e logo mais abandonou o colégio, se mudou para Nagano e começou a trabalhar em uma fábrica. Nesta época, começou a praticar guitarra. Seu pai faleceu pouco antes do início das gravações do álbum de Angelo [evolve] (2020).

## Discografia

### Solo
Álbuns de estúdio
| Título    | Lançamento             | Posição na Oricon |
| --------- | ---------------------- | ----------------- |
| Hameln    | 3 de agosto de 2005    | 18                |
| Negative  | 22 de agosto de 2007   | 37                |
| Neospiral | 9 de novembro de 2022  | 18                |
| Alpha     | 15 de novembro de 2023 | 31                |
| Cross     | 13 de novembro de 2024 | 24                |

Singles
| Título          | Lançamento             | Posição na Oricon |
| --------------- | ---------------------- | ----------------- |
| "Door"          | 6 de julho de 2005     | 7                 |
| "Tear"          | 23 de março de 2006    | 17                |
| "Decide"        | 19 de julho de 2006    | 24                |
| "Period"        | 20 de setembro de 2006 | 18                |
| "Cherry trees"  | 28 de março de 2007    | 21                |
| "Hakudō" (拍動) | 25 de julho de 2007    | 32                |

### Angelo
Álbuns e EPs
| - Reborn (8 de novembro de 2006) - Rebirth of Newborn Baby (18 de abril de 2007) - Metallic Butterfly (22 de abril de 2009) - Design (6 de outubro de 2010) - Babel (5 de outubro de 2011) - Retina (14 de novembro de 2012) - Faith (27 de novembro de 2013) - Pysche (17 de setembro de 2014) - Factor (30 de setembro de 2015) | - Result (2 de dezembro de 2015) - Cord (28 de setembro de 2016) - Heterodox (27 de setembro de 2019) - Resonance (14 de novembro de 2018) - Faust (6 de junho de 2019) - [evolve] (11 de novembro de 2020) - Circle (17 de novembro de 2021) - Locus (26 de janeiro de 2022) |